# Luke Arnold

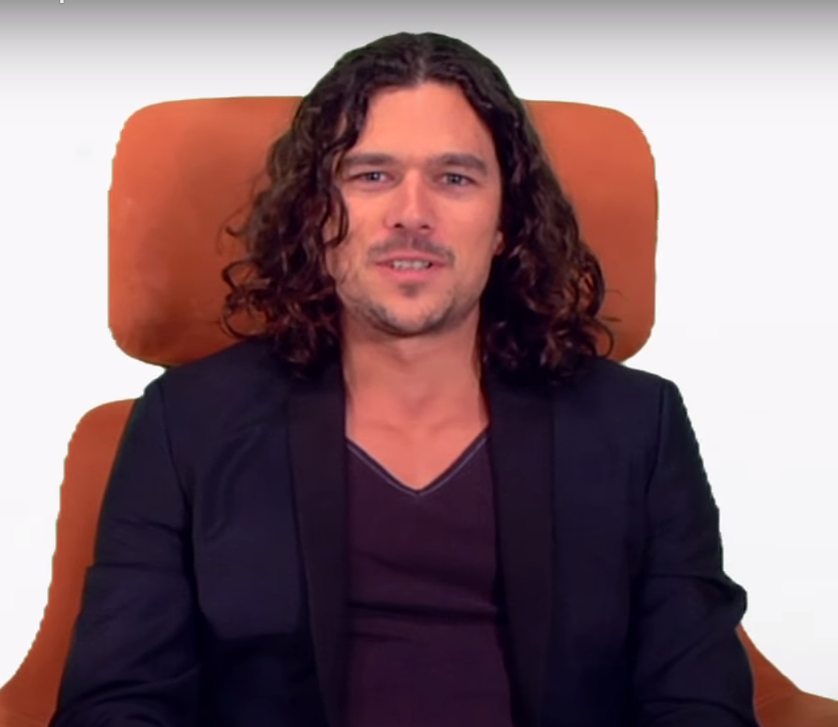
Luke Arnold

Luke Arnold (* 31. Mai 1984 in Adelaide, South Australia, Australien) ist ein australischer Schauspieler.

## Leben
Er wurde 1984 in Adelaide geboren und zog nach Queensland, um seine letzten zwei Schuljahre an der Sunshine Beach High School an der Sunshine Coast zu absolvieren.
Luke wirkte 2003 als Assistent an dem Film „Peter Pan“ mit. Im Jahr 2006 absolvierte er einen Abschluss an der „Western Australian Academy of Performing Arts“.
Sein Filmdebüt als Schauspieler feierte er 2009 mit dem Film „Broken Hill“. Außerdem hatte er Gastrollen in der australischen TV-Serie „City Homicide“, „McLeod's Töchter“ und „Winners and Losers“. Ab 2014 trat er in TV-Rollen auf: INXS -Sänger Michael Hutchence spielt er in INXS: Never Tear Us Apart, und als der Pirat John Silver in der Starz-Drama-Serie Black Sails.
2020 erschien mit The Last Smile in Sunder City im New Yorker Orbit Verlag sein Science-Fiction-Romandebüt.

## Bibliografie
- Der letzte Held von Sunder City (amerikanische Originalausgabe: The Last Smile in Sunder City). Roman. Knaur, München 2020. ISBN 978-3-426-52616-3.
- Totengraben (amerikanische Originalausgabe: Dead Man in a Ditch). Roman. Knaur, München 2022. ISBN 978-3-426-52617-0.

## Filmografie
- 2003: Peter Pan
- 2007: McLeods Töchter (McLeod’s Daughters, Staffel 7, Episode 26)
- 2008: The Pacific (Staffel 1, Episode 4)
- 2008: Rush (2 Episoden)
- 2008: Elephant Princess (4 Episoden)
- 2009: Broken Hill
- 2010: Letters to Sally
- 2011: Dealing with Destiny
- 2012: Loaded
- 2012: Winners & Losers (6 Episoden)
- 2013: How to Be a Man
- 2013: Murder in the Dark
- 2014–2017: Black Sails
- 2014: INXS: Never Tear Us Apart (2 Episoden, Mini-Serie)
- 2016: MacGyver
- 2016: Rush Hour
- 2016: Waste of Time
- 2017–2019: Glitch (Fernsehserie, 8 Episoden)
- 2017: Stretch Armstrong & the Flex Fighters
- 2018: Salvation (Fernsehserie)
- 2020: The End (Fernsehserie)